# 박해근
박해근(朴海根)은 호는 무학(無學)이고 남해 삼동 출신으로 일제강점기 일본군의 군사기밀탐지와 한적교포 포섭활동을 전개한 독립운동가이다.

## 생애
1942년 2월 중국안휘성부양에서 광복군 제 3지대에 입대하여 전후방 공작 지령을 받고1943년 광복군 제3지대장인 김학규(金學奎)는 김국주(金國柱)·신송식(申松植)·전월성(全月星) 등을 중국 서주(徐州) 지역에 파견하여 서주 일대의 교포를 대상으로 각종 공작을 활동하다,이 때 회양(淮陽)에서 왜군부대를 상대로 군납을 업으로 하던 박해근도 이에 가담, 일본군부대를 자유로이 출입할 수 있는 신분을 이용하여 그들의 군사기밀을 탐지, 보고하는 한편, 한적교포 포섭에 모든 힘을 기울였다.
그 뒤 이 사실이 탄로되어 회양에서 일본군 헌병에게 붙잡혀  적 군법회의에서 이적죄로 10년형을 받고, 북경형무소수감중 8·15광복을 맞이해서 북평형무소에서 출감하였다.

## 상훈과 추모
- 1963년 대통령표창
- 1977년 건국포장 (대한민국의 건국과 국기를 공고히 하는 데 헌신 진력하여 그 공적이 뚜렷한 자에게 수여한다. 건국훈장 다음 가는 훈격(勳格)으로, 공적이 건국훈장을 수여할 정도에 이르지 못한 자에게 수여하며, 그 크기도 훈장보다 작지만 법적 효력은 건국훈장과 차이가 없다. 현생 상훈법 시행 전에 서훈된 건국포장은 현행법상의 건국포장으로 본다(상훈법 부칙 3항).
- 1990년 애국장이 추서되었다.

## 관련 자료
- 독립운동사(국가보훈처) 6권 227면

- 한국독립사(김승학) 하권 149면